# ボンバーマンバトルズ
『ボンバーマンバトルズ』はハドソンが2004年10月7日に発売したPlayStation 2用ソフト。

## 概要
『ボンバーマンランド』に登場するキャラクターがテニス、野球、ゴルフで1位を競うゲーム。
また、「ボンバーマンライブモード」と呼ばれる、自分で好きなボンバーマンを作成する事ができる。

## プレイヤーキャラクター
- しろボン
- くろボン
- プリティボンバー
- あかボン
- ゴールドボンバー
- あおボン
- みどりボン
- アクマント
- ドクダンディ
- ゲストラー
- スリンガー
- レーサーボンバー